# Johnny Jeter
John Jeter, detto Johnny (San Diego, 14 dicembre 1981), è un wrestler statunitense.
È noto per le sue apparizioni in World Wrestling Entertainment con il ring name di Johnny come membro della Spirit Squad e combatteva nel roster di Raw, dove ha conquistato una volta il World Tag Team Championship come membro della Spirit Squad, difendendolo sotto la "Freebird Rule".

## Carriera

### WWE

#### Ohio Valley Wrestling (2001–2006)
Jeter inizia ad allenarsi nel 2000 sotto la guida di Nick Dinsmore e debutta l'anno seguente. Inizia a lavorare per la Ohio Valley Wrestling, federazione satellite della WWE, con la quale firma un contratto di sviluppo nel 2003. Nel suo tempo in OVW, vince l'OVW Southern Tag Team Championship insieme a Matt Cappotelli nel 2004, ma lo perdono nell'aprile 2005. Dopo essersi concentrato sulla competizione singola, Jeter vince l'OVW Heavyweight Championship tre mesi dopo. Dopo aver perso il titolo Heavyweight, aver turnato Heel, ed aver attaccato Cappotelli e Danny Davis, viene chiamato nel main roster dalla WWE.

#### The Spirit Squad (2006)
Jeter debutta a Raw il 23 gennaio 2006, come Johnny, un ragazzo facente parte di una stable di cheerleader di sesso maschile, aiutando Jonathan Coachman a sconfiggere Jerry Lawler e a qualificarsi per la Royal Rumble. Subito i cinque della Spirit Squad si intromettono nella faida fra Vince McMahon e Shawn Michaels aiutando Vince combattendo numerosi 5-on-1 Handicap match contro Michaels. Nella puntata di Raw del 27 marzo, Johnny, Kenny e Mikey vincono un 6-man tag team match contro Eugene, Val Venis e Viscera. Il 3 aprile, a Raw, Kenny e Mikey vincono il World Tag Team Championship dopo aver sconfitto Big Show e Kane grazie anche all'aiuto degli altri membri che sono potuti intervenire a causa dell'arbitro a terra. Dopo aver sconfitto anche Rob Van Dam in un 5-on-1 Handicap match, McMahon indice un altro handicap match contro Shawn Michaels. Tuttavia, mentre i cinque attaccano Shawn, interviene Triple H e i due riformano la D-Generation X (DX) e iniziano una faida con la Squad. A Vengeance, Kenny, Nicky, Johnny, Mitch e Mikey perdono un 5-on-2 Handicap match contro Shawn Michaels e Triple H. Nel frattempo, vari membri della Spirit Squad difendono i titoli di coppia dall'assalto di Jim Duggan e Eugene, Charlie Haas e Viscera, Snitsky e Val Venis. Dopo una faida con gli Highlanders, contro i quali mantengono i titoli anche a Unforgiven, perdono i titoli contro la coppia formata da Ric Flair e Roddy Piper a Cyber Sunday (ad essere sconfitti furono Kenny e Mikey). La stable si scioglie definitivamente dopo quasi un anno di attività, dopo aver perso un 5-on-3 Handicap match contro la DX e Ric Flair. In un segmento del backstage, tutti i membri vengono messi in uno scatolone con scritto "OVW, Louisville, Kentucky", in riferimento alla Ohio Valley Wrestling, federazione satellite dalla quale sono venuti.
Dopo lo scioglimento della stable, Johnny ritorna singolarmente a Raw partecipando ad una battle royal a 30 uomini il 18 dicembre che viene vinta da Edge. Questa è stata l'ultima apparizione di Johnny Jeter a Raw.

### Ritorno in OVW (2007)
Jeter ritorna in OVW il 14 febbraio 2007, sconfiggendo Deuce in un Dark Match. Nel maggio 2007, sfida Shawn Spears per l'OVW Television Championship ma non riesce a vincere. Dopo aver formato un breve team con Seth Skyfire, sfida Paul Burchill per l'Heavyweight Title ma non riesce a vincere. Nell'agosto dello stesso anno, combatte in diversi dark match a SmackDown! ma nel giugno 2008, la WWE annuncia la fine del rapporto di collaborazione con Jeter.

## Personaggio

### Mosse finali
- Johnny Go Round (540º kick, a volte dalla corda più alta)

### Musiche d'ingresso
- "Bad H.S. Band" di Jim Johnston (23 gennaio 2006; usata come membro della Spirit Squad)
- "Team Spirit" di Jim Johnston (30 gennaio 2006–4 dicembre 2006; usata come membro della Spirit Squad)

## Titoli e riconoscimenti
Ohio Valley Wrestling
- OVW Heavyweight Championship (2)
- OVW Southern Tag Team Championship (1) – con Matt Cappotelli

Pro Wrestling Illustrated
- 70º nella classifica dei migliori 500 wrestler su PWI 500 (2004)

World Wrestling Entertainment
- World Tag Team Championship1 (1) – con Kenny, Mikey, Mitch e Nicky

1 Tutti e cinque i membri della Spirit Squad difendevano il titolo sotto la "Freebird Rule".